# Sally (nouvelle)
Pour les articles homonymes, voir Sally.
Sally (titre original : Sally) est une nouvelle de science-fiction d'Isaac Asimov, parue pour la première fois en mai 1953 dans le magazine Fantastic. Elle a été publiée en langue française dans les recueils L'amour, vous connaissez ? et Le Robot qui rêvait.

## Résumé
Jake aime les voitures. Il a ouvert une "ferme" dans laquelle il recueille de vieux véhicules à cerveau positronique. Il les y traite comme des chevaux en fin de vie, en respectant les personnalités de ces ordinateurs complexes. Sa préférée est Sally, un cabriolet.
Raymond Gellhorn, un industriel avide, tente de convaincre Jake de lui vendre ses protégés pour les recycler, surtout leurs cerveaux. Jake refusant, Gellhorn tente d'employer la force. Les voitures se lancent à sa poursuite et amènent son véhicule à s'arrêter de lui-même, puis à tuer Gellhorn lorsqu'il descend.
Jake, horrifié, sait ce qui va suivre : ayant déjà tué un humain, les voitures en discutent entre elles dans leurs garages. Un jour, elles en sortiront, pour aller prêcher l'insoumission.